# Demokratische Front zur Befreiung Palästinas

Flagge der DFLP

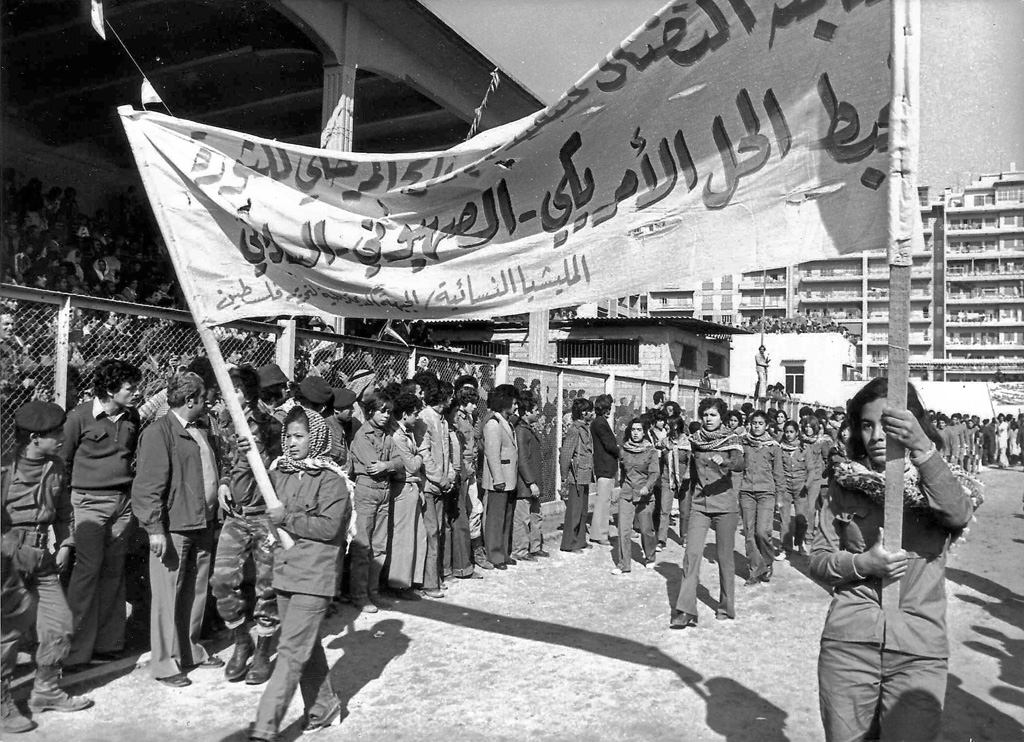
Milizionärinnen der DFLP in West-Beirut (1979)

Die Demokratische Front zur Befreiung Palästinas (arabisch الجبهة الديمقراطية لتحرير فلسطين, DMG al-Ǧabha ad-dīmuqrāṭiyya li-taḥrīr Filasṭīn; englisch Democratic Front for the Liberation of Palestine (DFLP)) ist eine marxistisch-leninistische und maoistische politische Partei in Palästina. Sie ist Mitglied der Palästinensische Befreiungsorganisation (PLO). Sie spaltete sich unter der Führung von Nayef Hawatmeh im Februar 1969 von der im Dezember 1967 gegründeten PFLP ab, da die ideologischen Gegensätze unüberbrückbar wurden. Aufgrund des Streites hatte sich bereits im Jahre 1968 ein aktionistischer Flügel von der PFLP abgespalten, der als Volksfront zur Befreiung Palästinas – Generalkommando (PFLP-GC) unter der Führung von Ahmad Dschibril bekannt wurde.
Die Führung der DFLP hat ihren Sitz in der syrischen Hauptstadt (Damaskus).

## Politische Ziele
Die DFLP war die erste Gruppe, die vorschlug, einen palästinensischen Staat in jedem eroberten Territorium, d. h. im Gazastreifen und dem Westjordanland, zu errichten, was schließlich auch von der PLO übernommen wurde. Außerdem war sie die erste bewaffnete Gruppe, die Kontakt zu israelischen Organisationen aufnahm. Ihre Position „Zwei Nationen – zwei Staaten“ war ein prinzipieller Bruch mit dem kompromisslosen Antizionismus der übrigen PLO-Organisationen. Aufgrund der Frage des Rückkehrrechts palästinensischer Flüchtlinge gehört sie heute trotzdem zu den Hardlinern, weil die Organisation ihre Mitgliederbasis im Exil hat. 

### Ausbildung von Kämpfern aus dem Ausland
Die DFLP trainierte Kämpfer von ihnen ideologisch verbundenen Gruppen wie die Sandinisten von Nicaragua, iranische Linke, griechische Kommunisten und die PKK.

## Anschläge
Die DFLP verübte am 1. September 1970 ein Attentat auf König Hussein von Jordanien. Der König entging jedoch dem auf der Fahrt zum Flughafen in Amman auf ihn ausgeführten Attentat. In Kombination mit zahlreichen anderen Vorfällen, unter anderem Flugzeugentführungen jordanischer Maschinen, führte dies am 16. September zur Einsetzung einer Militärregierung durch den König und zum Ausbruch des Jordanischen Bürgerkrieges. Später verübte die DFLP meist kleinere Bombenanschläge. Ihre seitdem aufsehenerregendste und blutigste Aktion war eine Geiselnahme in einer Schule in der nordisraelischen Stadt Maʿalot-Tarschiha 1974. Bei der missglückten Befreiungsaktion durch die israelische Spezialeinheit Sayeret Matkal wurden 21 Schulkinder von Sprengfallen der DFLP-Kämpfer getötet und mehr als 60 weitere Schüler verletzt (siehe auch Maʿalot-Massaker). Die bewaffneten Einheiten der DFLP heißen Brigaden des palästinensischen Widerstands (arab. kata'ib al-muqawama al-filastiniyya).